# Sinuber
Sinuber là một chi ốc biển săn mồi, là động vật thân mềm chân bụng sống ở biển trong họ Naticidae, họ ốc Mặt Trăng.

## Các loài
Các loài thuộc chi Sinuber bao gồm:
- Sinuber microstriatum Dell, 1990[2]
- Sinuber sculptum (Martens, 1878)[3]